# Coronel General
Coronel General és un grau militar emprat per diversos exèrcits del món per designar oficials de la més alta graduació.

## Alemanya

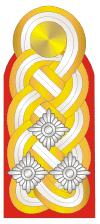
Paleta de Generaloberst (1935-1945).

El Generaloberst (coronel general) era el màxim grau de l'escalafó de la plana major de l'exèrcit prussià, més tard ho seria també en l'exèrcit de l'Imperi alemany, el Reichswehr (exèrcit imperial) i en la Wehrmacht (forces armades de l'Alemanya nazi), en l'exèrcit i Luftwaffe d'aquesta, ja que en la marina (Kriegsmarine), l'equivalent, rebia el nom de Generaladmiral (almirall general). Abans de 1940 va existir el grau excepcional de "Coronel general amb grau de mariscal general". Aquest grau s'atorgava a un Generaloberst quan, en temps de pau, ascendia a una graduació mes (ja que el grau de mariscal general, només s'atorga en època de guerra).
A la Nationale Volksarmee (Exèrcit Nacional Popular) de la República Democràtica Alemanya era el segon grau més antic després del grau Marschall der DDR el qual mai va ser concedit a un oficial.
Atès que la Bundeswehr (exèrcit alemany actual) s'orienta sota disciplina nord-americana, els coronels generals es mostren igualment amb 4 estrelles sobre les paletes de l'espatlla.

## Rússia
El grau de Coronel General (en rus: генерал-полковник, gueneral-polkóvnik) és un grau superior a Tinent General i inferior a General d'Exèrcit.
A la Rússia Imperial no existia el grau de Coronel General i va ser establert a l'Exèrcit Roig el 1940, existint encara en l'Exèrcit Rus actual. A diferència del Generaloberst alemany (del qual possiblement es va prendre com a exemple), el grau soviètic i rus de Coronel General no tenia un caràcter excepcional. Durant la Segona Guerra Mundial al voltant de 150 oficials van ser ascendits a Coronel General.
Abans de 1943 els Coronels Generals soviètics tenien quatre estrelles en els seus galons. Des de 1943 les estrelles que porten en són tres.
En alguns països ex membres de l'URSS (com ara Belarús) no hi ha Generals d'Exèrcit ni Mariscals, de tal manera que el grau més alt és el de Coronel General, que en molts casos és el Ministre de Defensa.
L'equivalent naval de Coronel General és l'Almirall, també amb tres estrelles en els seus galons.